# 地獄ラーメン

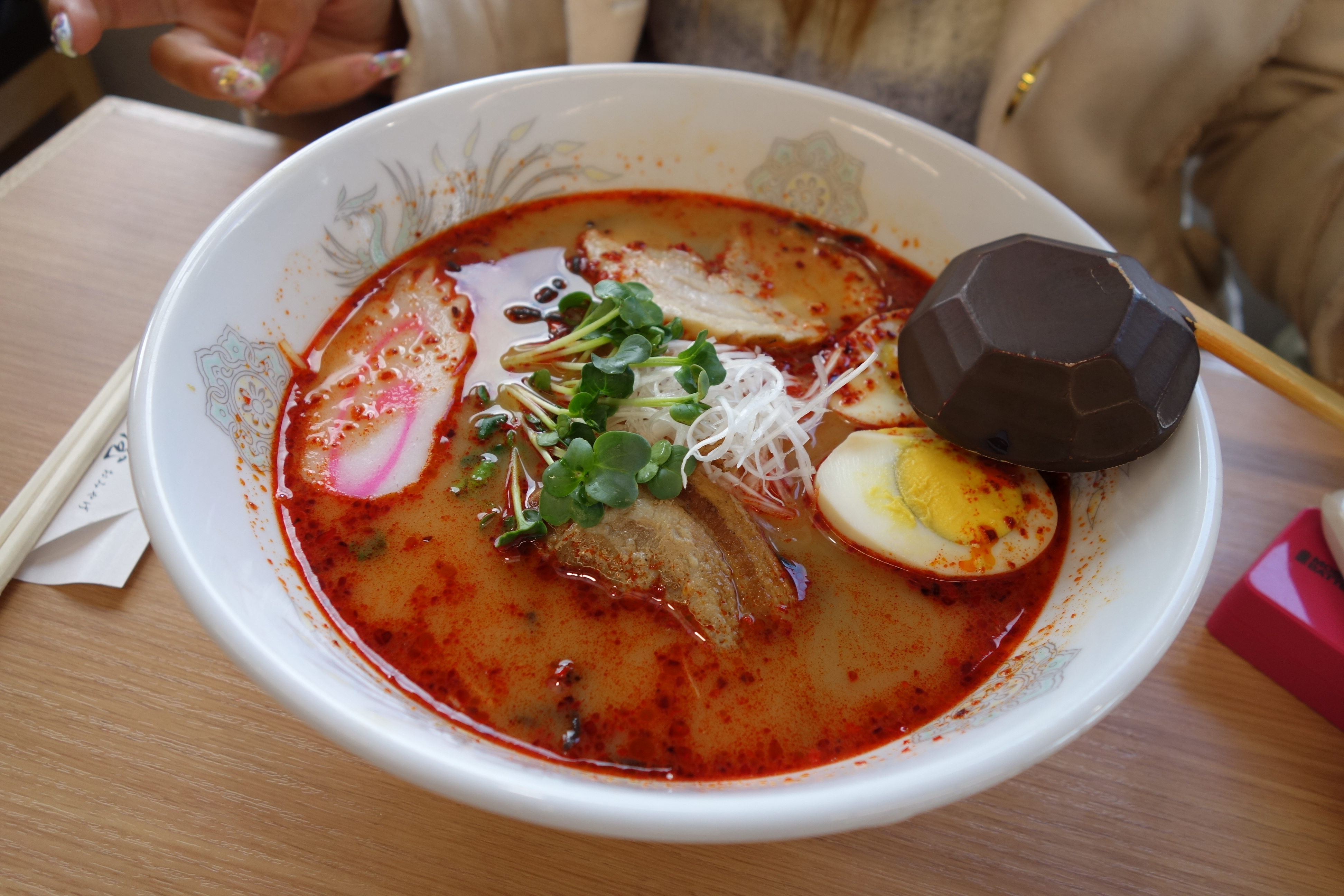
地獄ラーメンの一例（神奈川県箱根町）

地獄ラーメン（じごくラーメン）は、激辛を売りにしたラーメンである。

## 概要
元祖と呼ばれる店舗は、全国に多数存在するが、登録商標を有している店舗は、北海道北広島市に所在する店舗。「元祖地獄ラーメン」の登録商標（第2246842号）を有する。
スープは、地域により異なるが、一般的には、唐辛子を用いた辛味噌が使用された上で唐辛子パウダーが入れられる。また、唐辛子パウダーの入った容器が別添えで、自分の好みの辛さに調節が可能な店舗も存在する。麺の種類も地域色により異なるが唐辛子を練り込んだ麺も存在する。
1980年代後半の激辛ブームにより人気を博し、店舗の数が増えた。
地獄の1丁目・2丁目・3丁目…と辛さの度合いに応じて増える。
一般的に使用されるキャラクターは、赤い色の鬼（赤鬼）。
なお店舗に拠っては、辛味を抜いたたれで、同じだし味の、"天国ラーメン"を供する所もある。